# 대런 돌턴

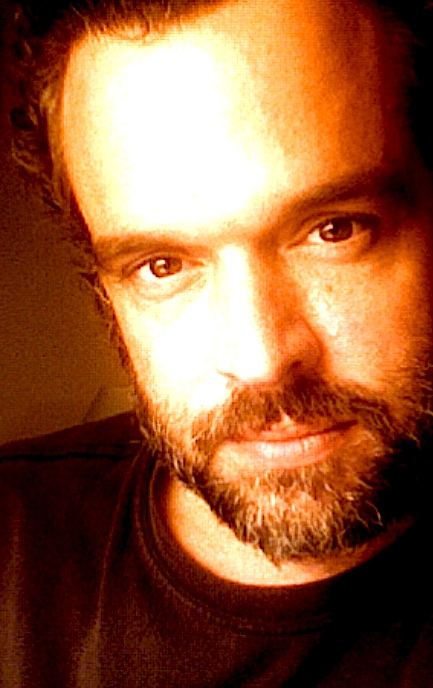

대런 돌턴(영어: Darren Dalton, 1965년 2월 9일 ~ )은 미국의 배우 겸 영화 제작자이다.

## 출연 작품
- 칠드런 오브 더 헌트 (2009년)
- 지구가 멈추는 날 2012 (2008) - 프르윗 역
- 잃어버린 세계를 찾아 2015 (2009, The Land That Time Forgot) - 콜 역
- 감옥 (2009년)
- 다크룸 (2008년)
- 우주전쟁 2: 넥스트 웨이브(2008, War of the Worlds 2: The Next Wave)
- 슬리핑 독 (1998년)
- 알래스카 울프 (1995, The Wolves)
- 아워글래스 (1995년)
- 몬타나 (1990년)
- 댄싱 퍼레스트 (1988년)
- 써클 (1986년)
- 젊은 용사들 (1984년)
- 아웃사이더 (1983년) - 랜디 앤더슨 역